# Alchenstorf
Alchenstorf là một đô thị ở huyện Burgdorf ở bang Berne ở Thụy Sĩ. Đô thị này có diện tích 6,57 km², dân số tháng 12 năm 2020 là 584 người.